# Эрит энд Бельведер
Эрит энд Бельведер (англ. Erith & Belvedere Football Club) — футбольный клуб, базирующийся в лондонском боро Бексли (Англия). В настоящее время они выступают в премьер-дивизионе Восточной футбольной лиги южных графств и играют на «Парк-Вью-Роуд», на одной площадке с «Уэллинг Юнайтед».

## История
Клуб был создан в 1922 году в рамках реструктуризации клуба «Бельведер энд Дистрикт», который был образован в 1918 году. «Бельведер энд Дистрикт» присоединился ко второму западному дивизиону Кентской лиги в 1919 году, но покинул лигу в конце сезона 1920/21. Новый клуб присоединился к Кентской лиге в сезоне 1922/23 и попал в первый дивизион. В 1923/24 годах они вышли в финал Любительского кубка ФА, проиграв 3:0 Клэптону на стадионе «Ден». Однако в этом сезоне они также выиграли любительский Кубок Кента.
После третьего места в 1928/29 годах «Эрит и Бельведер» присоединился к Премьер дивизиону Лондонской лиги, резервисты клуба играли в Первом дивизионе лиги с 1923 года. Однако обе команды покинули лигу в конце сезона 1929/30 годов, а основная команда вернулась в Первый дивизион Кентской лиги. В 1937/38 годах они снова вышли в финал Любительского кубка ФА, проиграв 1:0 «Бромли» на стадионе «Ден». Во время Второй мировой войны они играли в Юго-Восточной комбинации, дважды выиграв лигу и Кубок лиги, а в 1941/42 годах — Старший кубок Кента.
После войны «Эрит и Бельведер» выиграли Кубок Лондона среди взрослых в 1945 году и стали членами-учредителями Коринфской лиги в сезоне 1945/46 годов. Они три раза подряд выигрывали Мемориальный щит лиги в 1947/48 и 1949/50 годов и заняли второе место в лиге в 1962/63 годах, но лига была расформирована в конце сезона, и вместе с большинством других команд лиги они стали членами нового Первого дивизиона Афинской лиги. В 1970/71 годов они заняли второе место в Первом дивизионе, упустив титул по среднему количеству голов, и были переведены в Премьер-дивизион. В 1973/74 годах они выиграли Кубок Лиги. Заняв второе место в Афинской лиге (теперь уже одного дивизиона) в 1977/78 годах, клуб вернулся в Кентскую лигу.
В 1981/82 годах «Эрит и Бельведер» стал чемпионом первого дивизиона, получив повышение в Южный дивизион Южной лиги. Они оставались в этом дивизионе до перехода в Восточный дивизион в 1999 году. После нескольких сезонов борьбы клуб вернулся в Кентскую лигу в 2005 году. В 2012/13 годах они стали чемпионами лиги; в финальном матче им нужно было победить и превзойти результат VCD Athletic на пять голов. Победа со счетом 7:1 обеспечила им титул и повышение в Первый дивизион Север Истмийской лиги. Однако в следующем сезоне они заняли последнее место в дивизионе, что привело к понижению в Кентской Лиге, которая теперь называется Восточной футбольной лигой южных графств. В 2016/17 годах они заняли последнее место в Премьер дивизионе лиги и были понижены в Дивизион Один. В сезоне 2018/19 клуб занял второе место в Первом дивизионе, получив право вернуться в Высший дивизион.

## Домашний стадион
Изначально клуб играл в Парк-Вью, где и оставался до тех пор, пока главная трибуна не сгорела в 1997 году. В 1999 году они переехали на Парк-Вью-Роуд, принадлежащий «Уэллинг Юнайтед».

## Почётные звания
- Афинская лига
  - Победители Кубка лиги 1973—74
- Коринфская лига
  - Победители Мемориального щита 1947—48, 1948—49, 1949—50,
- Кентская лига
  - Чемпионы 1981—82, 2012—13
  - Победители премьер-лиги 2012—13
- Юго-Восточная комбинация
  - Чемпионы 1941—42
  - Победители Кубка лиги 1941—42
- Кубок Кента
  - Победители 1941—42
- Лондонский кубок среди взрослых
  - Победители 1944—45
- Кентский любительский кубок
  - Победители 1923—24, 1947—48, 1965—66, 1966—67, 1968—69, 1969—70[2]

## Рекорды
- Лучшее выступление в Кубке Англии: Третий квалификационный раунд, 1926—27, 1961—62, 1962—63, 1974—75, 1989—90, 1991—92, 1993—94, 1997—98[5].
- Лучшее выступление в любительском Кубке ФА[англ.]: Финалисты, 1923—24, 1937—38[5].
- Лучшее выступление в Трофее футбольной ассоциации: Второй раунд, 1999—2000, 2002—03[5].
- Лучшее выступление в FA Vase: Четвертьфинал, 2014—15[5].
- Рекорд посещаемости: 5573 против «Крук Кольери Уэлфэр[англ.]», Любительский кубок ФА, 19 февраля 1949 года[1].
- Самая крупная победа в соревнованиях: 14:1 против «Орпингтона[англ.]», Кубок Кента, 14 марта 1942 года[2].
- Самое крупное поражение: 15:0 против «Эшфорда[англ.]», Кентская лига, 28 апреля 1937 года[2].